# غاغينو (نيزنيج نوفغورود)
غاغينو (بالروسية: Гагино) هي مدينة في مقاطعة نيجني نوفغورود أوبلاست في روسيا.